# Fernanda Ribeiro
Maria Fernanda Moreira Ribeiro (Penafiel, Portugal, 23 de junio de 1969) es una atleta portuguesa, especialista en pruebas de larga distancia que fue campeona olímpica de 10 000 metros en los Juegos de Atlanta 1996.
Comenzó a destacar ya en categoría infantil cuando entrenaba en la Asociación Deportiva de Kolossal, antes de fichar por el FC Porto en 1982. Con solo 16 años consiguió en 1985 su primer título de campeona de Portugal en los 3000 metros. En 1988 se proclamó en Sudbury subcampeona mundial júnior en esta misma prueba. 
Participó también en los Juegos Olímpicos de Seúl 1988, siendo eliminada en los 3000 metros, y lo mismo le ocurrió en los Juegos de Barcelona 1992.
Su consagración como una de las mejores fondistas del mundo llegó en 1994, cuando se proclamó campeona de Europa de los 3000 metros en pista cubierta en París, y de los 10 000 metros al aire libre en Helsinki.
El 22 de julio de 1995, logró establecer en Hechtel un nuevo récord mundial de los 5.000 metros con 14:36,45. El récord anterior lo ostentaba la noruega Ingrid Kristiansen desde hacía casi diez años con 14:37,33 
En los Campeonatos del Mundo de Gotemburgo 1995 consiguió un gran éxito ganando el oro en los 10 000 metros y la plata en los 5000 metros, donde el oro se lo llevó la irlandesa Sonia O'Sullivan.
El mayor éxito de su carrera deportiva llegó en los Juegos Olímpicos de Atlanta 1996, el 2 de agosto, al ganar la medalla de oro de los 10.000 metros, batiendo además el récord olímpico con 31:01,63, en una final muy emocionante decidida en la última vuelta con Ribeiro atacando desde atrás. La medalla de plata fue para la china Wang Junxia (31:02,58), vigente plusmarquista mundial, y el bronce para la etíope Gete Wami (31:06,65). Era la tercera medalla de oro olímpica en la historia de Portugal, tras las de los maratonianos Carlos Lopes y Rosa Mota.
Tras su triunfo olímpico continuó siendo durante varios años una de las mejores corredoras del mundo. En los Campeonatos del Mundo de Atenas 1997 volvió a intentar el doblete, ganando la plata en los 10.000 metros y el bronce en los 5000 metros.
Su último gran éxito fue la medalla de bronce en los 10.000 metros de los Juegos Olímpicos de Sídney 2000, tras las etíopes Derartu Tulu y Gete Wami, en una de las carreras más rápidas de la historia. Era su segunda medalla olímpica e hizo además la mejor marca de su vida en esta prueba con 30:22,88
Participó en los Juegos Olímpicos de Atenas 2004 en los 10.000 metros, en lo que eran sus quintos Juegos, aunque debió abandonar la prueba debido a problemas físicos.
En la actualidad sigue compitiendo, principalmente en pruebas de ruta y campo a través, aunque ya no destaca entre la élite mundial. Sigue ostentando los récords de Portugal en 5.000 y 10.000 metros.

## Resultados
| Año  | Competición                            | Lugar      | Puesto                        | Marca             |
| ---- | -------------------------------------- | ---------- | ----------------------------- | ----------------- |
| 1994 | Campeonato de Europa en pista cubierta | París      | 1.ª en 3.000 m                | 8:50,47           |
| 1994 | Campeonato de Europa                   | Helsinki   | 1.ª en 10.000 m               | 31:08,75          |
| 1994 | Copa del Mundo                         | Londres    | 2ª en 10.000 m                | 31:04,25          |
| 1995 | Campeonato del Mundo                   | Gotemburgo | 2ª en 5.000 m 1.ª en 10.000 m | 14:48,54 31:04,99 |
| 1996 | Campeonato de Europa en pista cubierta | Estocolmo  | 1.ª en 3.000 m                | 8:39,49           |
| 1996 | Juegos Olímpicos                       | Atlanta    | 1.ª en 10.000 m               | 31:01,63          |
| 1997 | Campeonato del Mundo en pista cubierta | París      | 3ª en 3.000 m                 | 8:49,79           |
| 1997 | Campeonato del Mundo                   | Atenas     | 3ª en 5.000 m 2ª en 10.000 m  | 14:58,85 31:39,15 |
| 1998 | Campeonato de Europa en pista cubierta | Valencia   | 2ª en 3.000 m                 | 8:51,42           |
| 1998 | Campeonato de Europa                   | Budapest   | 2ª en 10.000 m                | 31:32,42          |
| 2000 | Juegos Olímpicos                       | Sídney     | 3ª en 10.000 m                | 30:22,88          |

## Marcas personales
- 3.000 metros - 8:30,66 (Mónaco, 4 Ago 1999)
- 5.000 metros - 14:36,45 (Hechtel, 22 Jul 1995)
- 10.000 metros - 30:22,88 (Sídney, 30 Sep 2000)

| Predecesora: Derartu Tulu | Campeona Olímpica de 10000 metros Atlanta 1996 | Sucesora: Derartu Tulu |

- Datos: Q232351
- Multimedia: Fernanda Ribeiro (athlete) / Q232351